# Cemal Azmi
Mehmet Cemal Azmi Bey (né en 1868 à Arapgir et mort le 17 avril 1922 à Berlin), également orthographié Djemal Azmi, est un homme politique turc ottoman et gouverneur de la vilayet de Trébizonde pendant la Première Guerre mondiale et les dernières années de l'Empire ottoman. Il est l'un des auteurs du génocide arménien et fut le principal responsable des meurtres de masse d'arméniens autour de Trébizonde. Il est surnommé le « boucher de Trébizonde »,,,,,.

## Biographie
Cemal Azmi nait à Arapgir, dans l'Empire ottoman, en 1868,. Son père, Osman Nuri Bey, est agent de titres et sa mère s'appelle Gülsüm. En 1891, il étudie à la Mulkiye Mektep.

### Rôle dans le génocide arménien
Cemal Azmi est l'un des fondateurs de la Teşkilât-ı Mahsusa (Organisation spéciale). De nombreux membres de cette organisation participèrent au Mouvement national turc et jouent un rôle important dans le génocide arménien. Juste avant la Première Guerre mondiale, Cemal Azmi devient gouverneur de Trébizonde le 7 juillet 1914. Pendant le génocide arménien débutant en 1915, Cemal Azmi continue d'exercer ses fonctions de gouverneur. Il favorise les massacres en dehors de la ville. Il est particulièrement connu pour ses persécutions et ses violences envers les enfants arméniens. Cemal Azmi, avec la collaboration de Nail Bey, ordonne la noyade de milliers de femmes et d'enfants dans la mer Noire .
Oscar S. Heizer, consul américain à Trébizonde, rapporte : « Ce plan ne convenait pas à Nail Bey… De nombreux enfants furent embarqués dans des bateaux, emmenés en mer et jetés par-dessus bord. » Le consul italien de Trébizonde en 1915, Giacomo Gorrini, écrit : « J'ai vu des milliers de femmes et d'enfants innocents embarqués sur des bateaux qui ont chaviré en mer Noire. » Les procès de Trabzon ont également fait état de noyades d'Arméniens en mer Noire.
Le 12 avril 1919, lors de la dixième audience du procès de Trabzon, un témoin oculaire déclare que Cemal Azmi avait transformé un hôpital local en un « dôme du plaisir » où il organisait fréquemment des « orgies sexuelles » avec de jeunes Arméniennes,. Hasan Maruf, lieutenant turc et témoin oculaire de la scène, a déclaré : « Après avoir commis les pires atrocités, les fonctionnaires du gouvernement impliqués ont fait tuer ces jeunes filles. » En Allemagne, Azmi révèle à un Arménien local qu'il avait fait noyer des jeunes filles en mer : « Parmi les plus jolies Arméniennes, âgées de 10 à 13 ans, j'en ai sélectionné un certain nombre et les ai données à mon fils en cadeau ; les autres, je les ai noyées en mer. », Azmi était également connu pour emporté des filles jusqu'à l'âge de quinze ans et des garçons jusqu'à l'âge de dix ans dans des orphelinats et les donner à des familles musulmanes.

### Confiscation des biens arméniens
Au lendemain du génocide arménien, la famille de Cemal Azmi a acquis une richesse considérable grâce à la confiscation d'anciens biens et actifs appartenant à des Arméniens. Arusiag Kilijian, un orphelin de 18 ans, qui était captif de la famille de Cemal Azmi, a rapporté que la maison était remplie de « biens volés, de tapis, etc. » 
Il est également noté lors du contre-interrogatoire de Nuri Bey lors de la 9e session des procès à Trabzon le 10 avril 1919, que l'agent Mustafa, le commandant du port maritime de Trabzon, « avait pris une boîte appartenant à Vartivar Muradian » et avait reçu « cinq cents livres d'or et de bijoux » de Cemal Azmi en échange.

### Cours martiales et procès de Trabzon
Lors des cours martiales turques de 1919-1920, l'homme politique ottoman Çürüksulu Mahmud Pacha prononça un discours au Sénat ottoman le 2 décembre 1919, dans lequel il accusa ouvertement Cemal Azmi des massacres de Trébizonde et de la noyade de milliers de femmes et d'enfants qui s'ensuivit.
Le 11 décembre 1918, le vice-gouverneur de Trébizonde, Hafiz Mehmet, témoigna devant la Chambre des députés qu'il avait tenté d'empêcher Cemal Azmi de commettre ses atrocités sans succès.
 
Lors de la 14e session du procès de Trébizonde, le 26 avril 1919, le gouverneur de Giresun, Arif Bey, affirma que Cemal Azmi lui avait donné l'ordre de « déporter les Arméniens vers Mossoul par la mer Noire », ce qui impliquait de les noyer.
Le 22 mai 1919, à l'issue du procès de Trébizonde, Cemal Azmi fut condamné à mort pour « meurtre et déplacement forcé ».

### Assassinat
Dans le cadre de l'opération Némésis et pour son rôle dans le génocide arménien,, Aram Yerganian et Arshavir Shirakian furent chargés d'assassiner Cemal Azmi et Bahattin Şakir, qui se trouvaient à Berlin. Le 17 avril 1922, Shirakian et Yerganian rencontrèrent les cibles, qui marchaient avec leurs familles dans Uhlandstraße. Shirakian n'a réussi à tuer que Cemal Azmi et à blesser Bahattin Şakir. Yerganian poursuit le blesser et le tue d'une balle dans la tête.
En 2003, une école primaire de Trabzon a été nommée en l'honneur de Cemal Azmi.